# Royal League 2006/07
De Royal League 2006/07 was de derde editie van dit Scandinavisch voetbaltoernooi. Uit Denemarken, Noorwegen en Zweden namen de top vier clubs deel. De eerste fase, die in november startte, bestond uit drie groepen van vier clubs waarna de top twee en de twee beste nummers drie door gingen naar de kwartfinale. Middels het knock-outsysteem bereikten FC Kopenhagen en Brøndby IF de finale op 15 maart in Brøndby. Brøndby IF werd winnaar.

## Eerste ronde
Groep 1 
| Datum            | Thuisclub              | Uitslag | Uitclub                |
| ---------------- | ---------------------- | ------- | ---------------------- |
| 9 november 2006  | Rosenborg BK Trondheim | 1-3     | SK Brann Bergen        |
| 19 november 2006 | Helsingborgs IF        | 3-1     | Rosenborg BK Trondheim |
| 26 november 2006 | SK Brann Bergen        | 2-2     | Helsingborgs IF        |
| 26 november 2006 | Odense BK              | 5-3     | Rosenborg BK Trondheim |
| 3 december 2006  | SK Brann Bergen        | 1-1     | Odense BK              |
| 3 december 2006  | Rosenborg BK Trondheim | 0-0     | Helsingborgs IF        |
| 7 december 2006  | Helsingborgs IF        | 1-0     | Odense BK              |
| 7 december 2006  | SK Brann Bergen        | 3-2     | Rosenborg BK Trondheim |
| 10 december 2006 | Rosenborg BK Trondheim | 0-1     | Odense BK              |
| 10 december 2006 | Helsingborgs IF        | 2-2     | SK Brann Bergen        |
| 18 februari 2007 | Odense BK              | 3-0     | Helsingborgs IF        |
| 25 februari 2007 | Odense BK              | 3-2     | SK Brann Bergen        |

 Klassement groep 1 
| Plaats | Land                   | W : w - g - v | Punten | Doelsaldo |
| ------ | ---------------------- | ------------- | ------ | --------- |
| 1      | Odense BK              | 6 : 4 - 1 - 1 | 13     | 13-7      |
| 2      | SK Brann Bergen        | 6 : 2 - 3 - 1 | 9      | 13-11     |
| 3      | Helsingborgs IF        | 6 : 2 - 3 - 1 | 9      | 8-8       |
| 4      | Rosenborg BK Trondheim | 6 : 0 - 1 - 5 | 1      | 7-15      |

 Groep 2 
| Datum            | Thuisclub             | Uitslag | Uitclub               |
| ---------------- | --------------------- | ------- | --------------------- |
| 18 november 2006 | Hammarby IF Stockholm | 1-1     | Lillestrøm SK         |
| 23 november 2006 | Hammarby IF Stockholm | 2-3     | Brøndby IF            |
| 26 november 2006 | Lillestrøm SK         | 2-0     | Hammarby IF Stockholm |
| 30 november 2006 | Brøndby IF            | 3-1     | Hammarby IF Stockholm |
| 30 november 2006 | Lillestrøm SK         | 1-0     | FC Kopenhagen         |
| 3 december 2006  | FC Kopenhagen         | 1- 0    | Lillestrøm SK         |
| 7 december 2006  | Lillestrøm SK         | 1- 1    | Brøndby IF            |
| 10 december 2006 | Brøndby IF            | 1- 1    | Lillestrøm SK         |
| 10 december 2006 | Hammarby IF Stockholm | 1- 2    | FC Kopenhagen         |
| 11 februari 2007 | FC Kopenhagen         | 0-1     | Brøndby IF            |
| 18 februari 2007 | Brøndby IF            | 1-3     | FC Kopenhagen         |
| 25 februari 2007 | FC Kopenhagen         | 4-0     | Hammarby IF Stockholm |

 Klassement groep 2
| Plaats | Land                  | W : w - g - v | Punten | Doelsaldo |
| ------ | --------------------- | ------------- | ------ | --------- |
| 1      | Lillestrøm SK         | 6 : 3 - 3 - 0 | 12     | 7-3       |
| 2      | Brøndby IF            | 6 : 3 - 2 - 1 | 11     | 10-8      |
| 3      | FC Kopenhagen         | 6 : 3 - 0 - 3 | 9      | 9-5       |
| 4      | Hammarby IF Stockholm | 6 : 0 - 1 - 5 | 1      | 5-15      |

 Groep 3 
| Datum            | Thuisclub         | Uitslag | Uitclub           |
| ---------------- | ----------------- | ------- | ----------------- |
| 12 november 2006 | Elfsborg IF Borås | 4-0     | AIK Solna         |
| 19 november 2006 | Vålerenga IF Oslo | 2-1     | Elfsborg IF Borås |
| 23 november 2006 | Vålerenga IF Oslo | 1-0     | Viborg FF         |
| 26 november 2006 | Viborg FF         | 2-2     | Elfsborg IF Borås |
| 26 november 2006 | AIK Solna         | 1-1     | Vålerenga IF Oslo |
| 30 november 2006 | AIK Solna         | 1-1     | Viborg FF         |
| 2 december 2006  | Elfsborg IF Borås | 1-0     | Viborg FF         |
| 3 december 2006  | Vålerenga IF Oslo | 4-2     | AIK Solna         |
| 7 december 2006  | AIK Solna         | 1-1     | Elfsborg IF Borås |
| 7 december 2006  | Viborg FF         | 2-2     | Vålerenga IF Oslo |
| 10 december 2006 | Viborg FF         | 1-2     | AIK Solna         |
| 10 december 2006 | Elfsborg IF Borås | 2-3     | Vålerenga IF Oslo |

 Klassement groep 3 
| Plaats | Land              | W : w - g - v | Punten | Doelsaldo |
| ------ | ----------------- | ------------- | ------ | --------- |
| 1      | Vålerenga IF Oslo | 6 : 4 - 2 - 0 | 14     | 13-8      |
| 2      | Elfsborg IF Borås | 6 : 2 - 2 - 2 | 7      | 11-8      |
| 3      | AIK Solna         | 6 : 1 - 3 - 2 | 6 7-12 |           |
| 4      | Viborg FF         | 6 : 0 - 3 - 3 | 3      | 5-8       |

## Kwartfinale
| Datum        | Thuisclub         | Uitslagen    | Uitclub         |
| ------------ | ----------------- | ------------ | --------------- |
| 1 maart 2007 | Brøndby IF        | 3-0          | SK Brann Bergen |
| 1 maart 2007 | Elfsborg IF Borås | 1-2          | FC Kopenhagen   |
| 4 maart 2007 | Odense BK         | 2-2 ns (4-1) | Lillestrøm SK   |
| 4 maart 2007 | Vålerenga IF Oslo | 1-2          | Helsingborgs IF |

## Halve finale
| Datum        | Thuisclub     | Uitslagen | Uitclub         |
| ------------ | ------------- | --------- | --------------- |
| 8 maart 2007 | Brøndby IF    | 2-1 nv    | Odense BK       |
| 8 maart 2007 | FC Kopenhagen | 3-1       | Helsingborgs IF |

## Finale
| Datum         | Plaats  | Winnaar    | Uitslag | Finalist      |
| ------------- | ------- | ---------- | ------- | ------------- |
| 15 maart 2007 | Brøndby | Brøndby IF | 1-0     | FC Kopenhagen |

2004/05 · 2005/06 · 2006/07